# Hard Skool
"Hard Skool" (anteriormente "Hardschool", "Jackie Chan" e "Checkmate") é um single e o quarto EP da banda americana de hard rock Guns N' Roses. A faixa foi lançada como single em 24 de setembro de 2021, e com o EP em 28 de janeiro de 2022. O EP consiste em dois singles e duas faixas ao vivo, e é o primeiro EP lançado com o guitarrista Slash e o baixista Duff McKagan desde que eles voltaram à banda em 2016.

## História
Slash e McKagan saíram do Guns N' Roses no final da década de 1990, com Slash e o vocalista Axl Rose tendo uma rivalidade pública de longa data até retornarem seu relacionamento em 2015. Um ano depois, Slash e McKagan voltaram oficialmente à banda para a turnê mundial Not in This Lifetime, com a banda afirmando que pretendiam fazer novas músicas.
As faixas "Absurd" e "Hard Skool" foram inicialmente gravadas durante as sessões álbum Chinese Democracy, embora uma versão anterior de "Hard Skool" possa ter sido escrita em 1996. "Absurd" (anteriormente conhecido como "Silkworms") foi tocado ao vivo quatro vezes em 2001, antes de duas gravações de estúdio diferentes vazarem online em 2018 e 2019, respectivamente. Um trecho de "Hard Skool" foi postado na internet em 2006 sob o título "Checkmate". Em 2008, Rose mencionou que o título provisório da música era "Jackie Chan". A versão completa das sessões do Chinese Democracy, sob o nome de "Hardschool", vazou em 2019.
Uma versão reformulada de "Absurd" foi tocada ao vivo pela primeira vez em 3 de agosto de 2021. Foi lançado como single três dias depois, marcando o primeiro lançamento de material novo da banda desde seu último lançamento em 2008, do álbum Chinese Democracy. Foi também a primeira faixa nova do Guns N' Roses a apresentar o guitarrista Slash e o baixista Duff McKagan desde o lançamento de "Sympathy for the Devil", de 1994. "Hard Skool" foi tocada pela primeira vez por na passagem de som antes do último show da turnê cancelada (devido à pandemia de COVID-19) em 14 de março de 2020, e depois em agosto e setembro de 2021. Foi então lançado como single em 24 de setembro. A faixa alcançou a posição 9 na parada Billboard Mainstream Rock Airplay. O videoclipe oficial da música estreou no Good Morning Football em 3 de dezembro de 2021.
O EP Hard Skool foi anunciado em 25 de setembro de 2021 e estava previsto para ser lançado em 25 de fevereiro de 2022. Exclusivo para a loja online da banda, o EP inclui versões ao vivo de "You're Crazy" e "Don't Cry", músicas originalmente lançadas em "Appetite for Destruction" de 1987 e "Use Your Illusion I" de 1991, respectivamente. O CD e a cassete de "Hard Skool", assim como o single de 7 polegadas com a versão ao vivo de "Absurd" como lado B, acabaram sendo disponibilizados antes do previsto, em 28 de janeiro de 2022. Uma segunda versão em vinil de 7 polegadas foi lançada em junho de 2022 para o "fã-clube Nightrain". Esta versão contém "Hard Skool" e uma nova versão ao vivo de "Shadow of Your Love".

## Recepção
Stephen Hill, da Classic Rock, fez uma avaliação positiva de "Absurd", destacando como a faixa faz a banda soar "genuinamente animada, agressiva e cheia de energia exuberante". No entanto, a Loudwire observou uma divisão entre o público, com alguns "curtindo a faixa" enquanto outros "não parecem tão interessados". "Hard Skool" foi mais bem recebida, com várias publicações a descrevendo como um exemplo clássico do estilo "vintage" de Guns N' Roses.

## Lista de músicas

### CD, cassete
| N.º            | Título                   | Duração |  |
| 1.             | "Hard Skool"             |         |  |
| 2.             | "Absurd"                 |         |  |
| 3.             | "Don't Cry (ao vivo)"    |         |  |
| 4.             | "You're Crazy (ao vivo)" |         |  |
| Duração total: | Duração total:           | 15:52   |  |

### Vinil
| N.º | Título             | Duração |  |
| 1.  | "Hard Skool"       |         |  |
| 2.  | "Absurd (ao vivo)" |         |  |

### Vinil transparente
| N.º | Título                          | Duração |  |
| 1.  | "Hard Skool"                    |         |  |
| 2.  | "Absurd (ao vivo)"              |         |  |
| 3.  | "Shadow of Your Love (ao vivo)" |         |  |

## Créditos

### Guns N' Roses
- Axl Rose – vocais, piano, produção, programação
- Slash – guitarra solo
- Duff McKagan – baixo, backing vocals
- Dizzy Reed – piano, teclados, backing vocals, programação
- Richard Fortus – guitarra base
- Brain – bateria, percussão (apenas faixas de estúdio)[35]
- Frank Ferrer - bateria, percussão (apenas faixas ao vivo)
- Melissa Reese – teclados, sub-baixo, percussão, backing vocals

### Créditos adicionais
- Caram Costanzo – produção, mixagem, engenheiro
- Sean Beavan, Eric Caudieux – engenharia adicional